# أسلحة ومعدات الهند المتقدمة
شركة أسلحة ومعدات الهند المتقدمة المحدودة (AWE) هي شركة دفاع هندية مملوكة للدولة ، ويقع مقرها الرئيسي في كانبور ، الهند ، وقد تأسست في عام 2021 كجزء من إعادة هيكلة مجلس مصنع الذخائر وإضفاء الطابع المؤسسي عليه في سبع مؤسسات مختلفة للقطاع العام .    تقوم الشركة بتصنيع الأسلحة الصغيرة والمدافع لاستخدامها من قبل القوات المسلحة الهندية والجيوش الأجنبية والاستخدامات المدنية المحلية.